# Leo Beenhakker

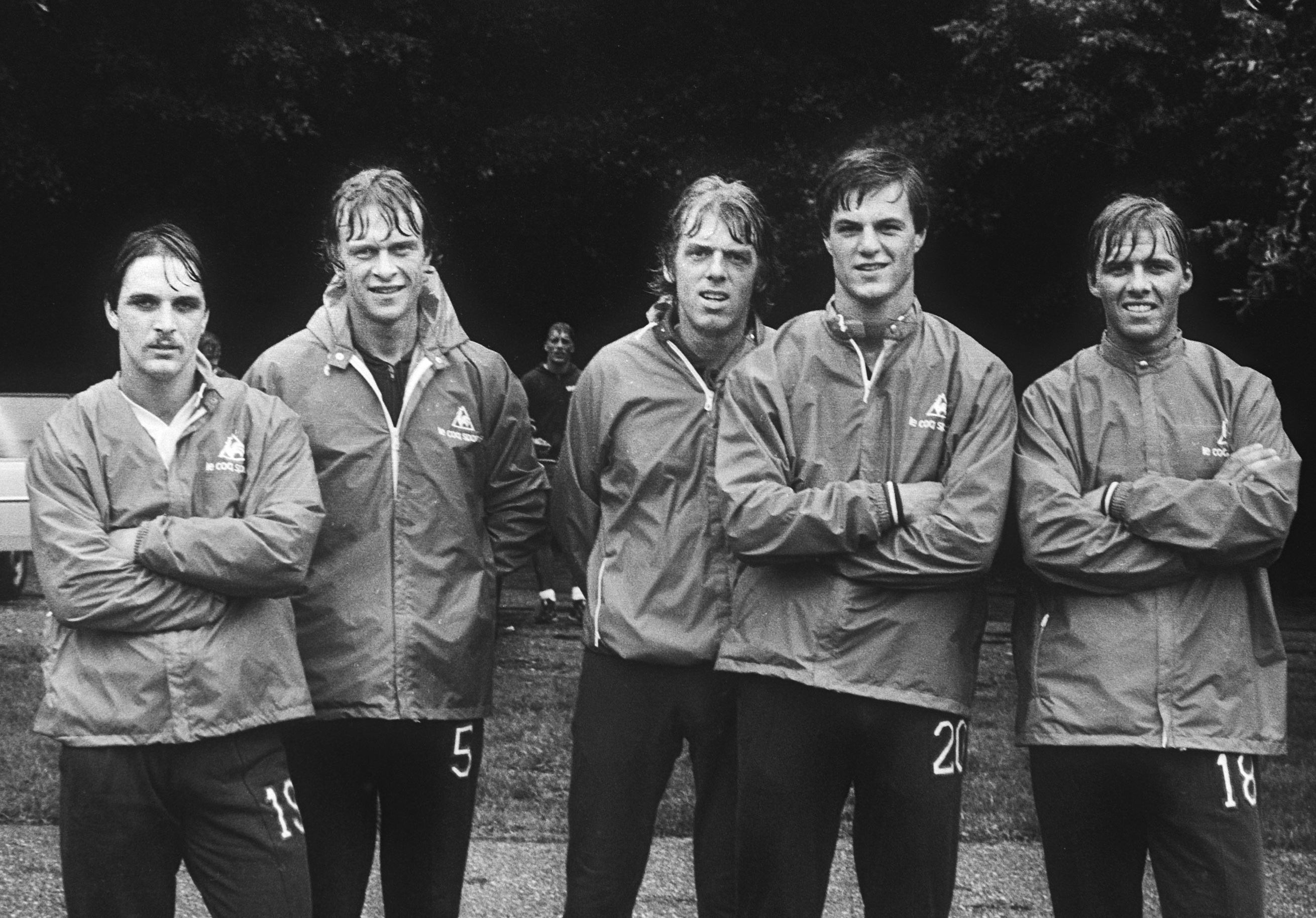
14 juli 1980: Ajax-trainer Leo Beenhakker (midden), geflankeerd door zijn aankopen Edo Ophof, Sten Ziegler (beiden links), Hans Galjé en Keje Molenaar (beiden rechts).

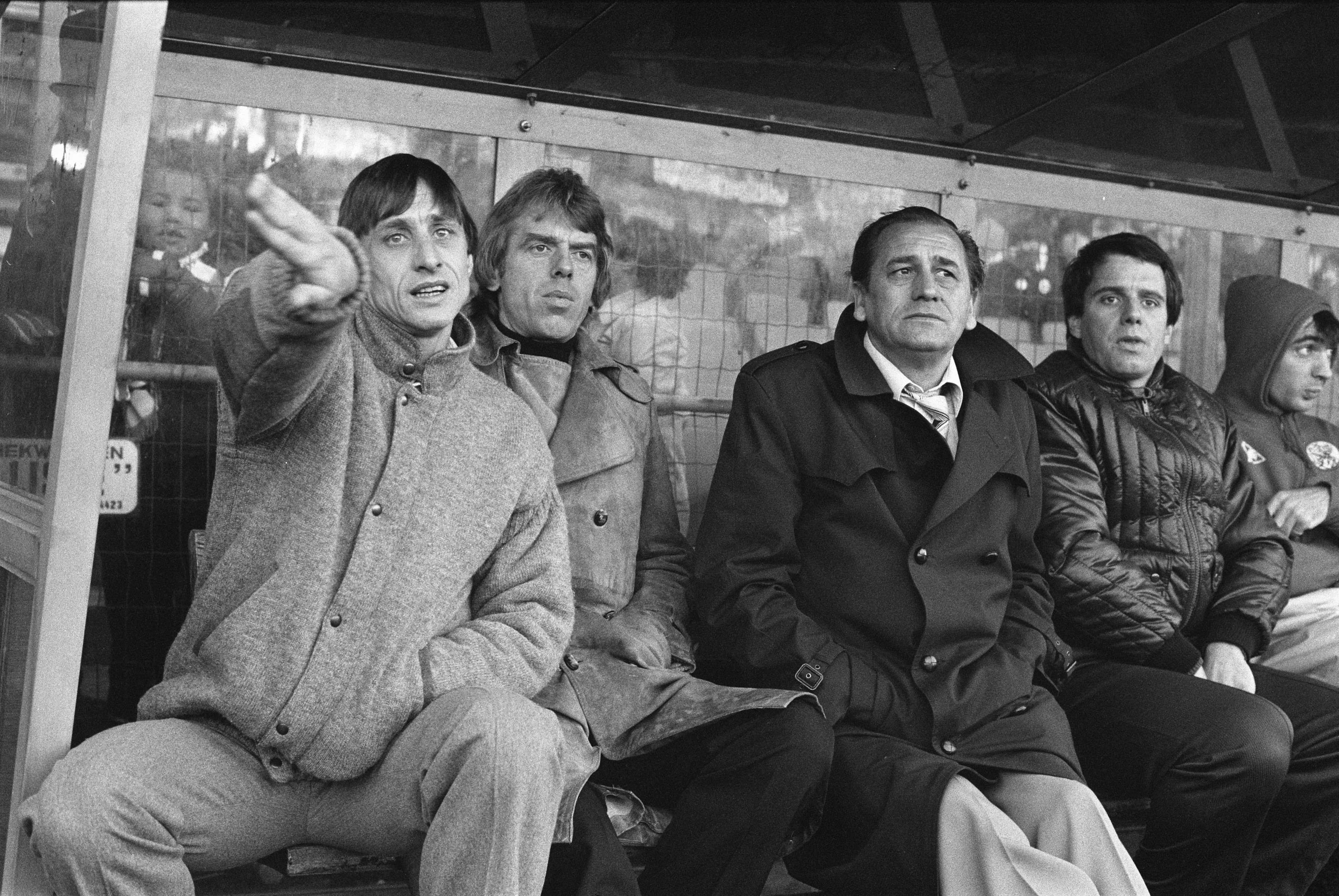
30 november 1980: 'Technisch adviseur' Johan Cruijff daalt af van de tribune en neemt de coaching over van de verbouwereerde Beenhakker. Ajax boog een 1–3 achterstand tegen FC Twente om in een 5–3 overwinning.

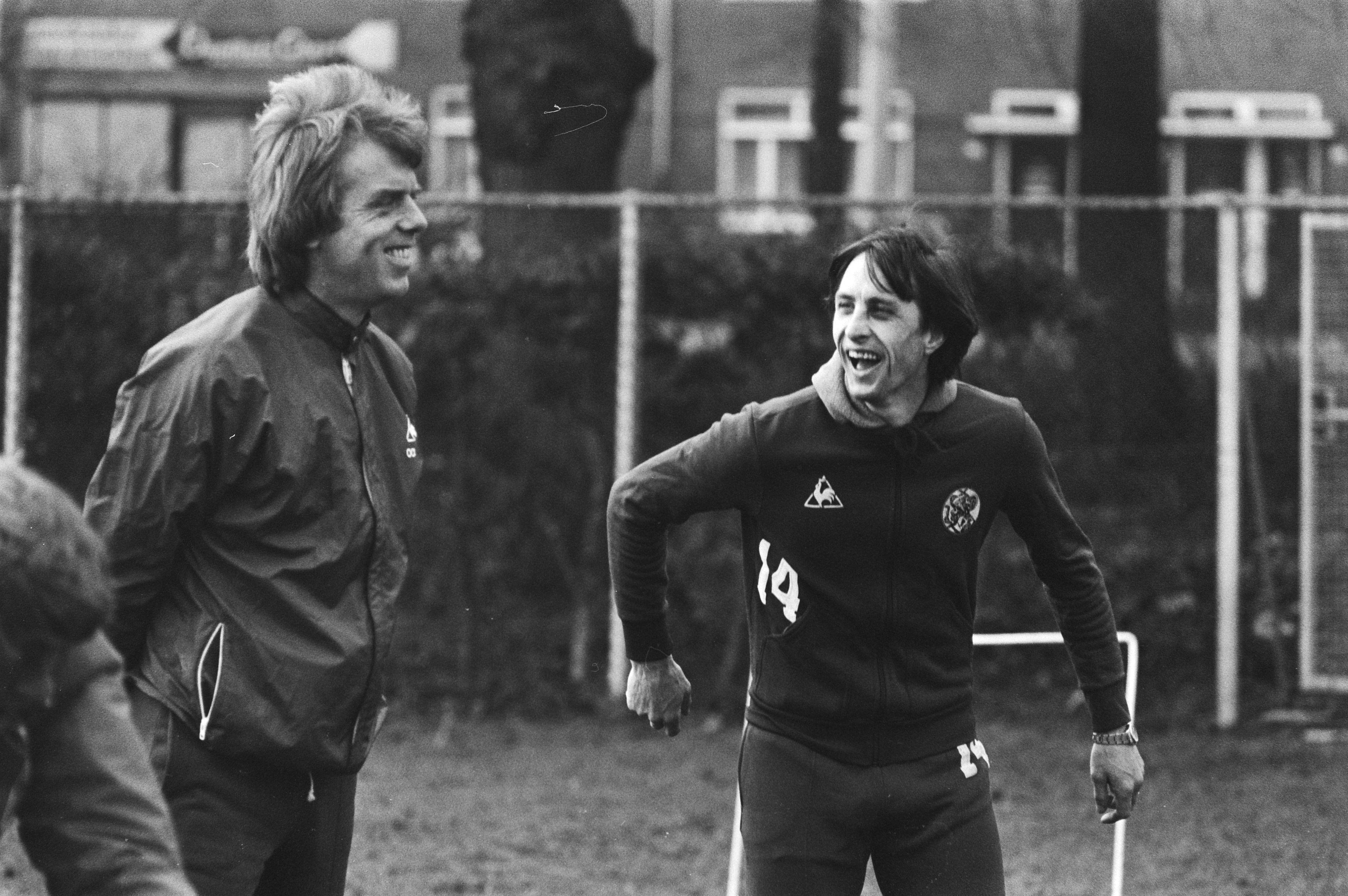
Leo Beenhakker en Johan Cruijff tijdens een training voor Ajax in 1981.

Leo Beenhakker (Rotterdam, 2 augustus 1942 – aldaar, 10 april 2025), bijgenaamd Don Leo, was een Nederlands voetbaltrainer. Hij was in zijn loopbaan werkzaam bij een groot aantal clubteams en een viertal landenteams, waaronder in twee periodes bij het Nederlands elftal. Hij werd met Real Madrid driemaal landskampioen, met Ajax tweemaal en met Feyenoord eenmaal.

## Clubloopbaan

### Vroege loopbaan
Tot zijn achttiende voetbalde Beenhakker bij RVV Tediro, RFC Xerxes en Zwart-Wit '28. Daarnaast deed hij op hoog niveau aan handbal. Na zijn militaire dienst bij de luchtmacht volgde hij het CIOS in Overveen en begon daarna als hoofdtrainer bij amateurclub SV Epe (tweede klasse) en werkte tegelijkertijd in een sportzaak. Nadat hij een jaar assistent van František Fadrhonc geweest was bij Go Ahead, werd Beenhakker in 1968 hoofdtrainer bij Veendam en ging hij ook de zaterdagafdeling van het Noordelijk elftal trainen.
In 1972 werd hij trainer van SC Cambuur en in 1975 keerde hij terug bij Go Ahead Eagles, waar hij een tweejarig contract tekende. Wegens slechte resultaten werd hij echter in maart 1976 ontslagen en opgevolgd door assistent-trainer Henk van Brussel. In juni 1976 werd hij door Feyenoord-manager Guus Brox teruggehaald naar zijn geboorteplaats Rotterdam, om jeugdtrainer van Feyenoord te worden. Nadat Brox in 1977 vertrok bij Feyenoord en opgevolgd werd door Peter Stephan van Go Ahead Eagles, wilde Beenhakker, die een jaar eerder door Stephan was ontslagen bij Go Ahead Eagles, weg. Hij was akkoord met FC Volendam waar hij een eenjarig contract als hoofdtrainer zou tekenen, maar Feyenoord blokkeerde zijn vertrek en hield hem aan zijn contract dat nog een jaar doorliep. In maart 1978 tekende hij een driejarig contract dat hem vanaf seizoen 1978/79 als hoofd opleidingen verbond aan AFC Ajax. Nadat in september 1979 hoofdtrainer Cor Brom bij Ajax werd ontslagen, werd Beenhakker als zijn opvolger naar voren geschoven.

### Hoogtepunten
Met Ajax bereikte Beenhakker in zijn eerste seizoen in het Europa Cup I-toernooi voor landskampioenen 1979/80 de halve finales, waarin het werd uitgeschakeld door de uiteindelijke winnaar Nottingham Forest FC. Het team werd echter wel landskampioen en eindigde in de KNVB Beker van dat jaar als verliezend finalist. In zijn team zaten onder meer Ruud Krol, Frank Arnesen, Søren Lerby en Tscheu La Ling. In 1980 debuteerden Wim Kieft en Frank Rijkaard als 17-jarigen onder Beenhakker. Op 30 november vond in een thuiswedstrijd tegen FC Twente een opmerkelijk incident plaats. Ajax, dat in de competitie slecht draaide, stond achter met 1–3 toen de pas benoemde 'technisch adviseur' Johan Cruijff afdaalde van de tribune, naast Beenhakker op de bank plaatsnam en de coaching overnam. "Achteraf had ik hem misschien zijn hersens moeten inslaan", zei Beenhakker hier later over. In de biografie Don Leo – Het werd stil aan de overkant van Bert Nederlof bagatelliseerde hij de invloed van Cruijff tijdens deze wedstrijd. De opdracht om de grillige Tscheu La Ling te wisselen, had Beenhakker naast zich neergelegd. La Ling maakte in het restant van de wedstrijd twee doelpunten.
Op 10 maart 1981 werd Beenhakker na een conflict met voorzitter Ton Harmsen ontslagen. Beenhakker trad vrijwel direct daarop in dienst bij het Spaanse Real Zaragoza. Hij wist de ploeg voor degradatie te behoeden, en bracht Zaragoza in de daaropvolgende seizoenen naar de Spaanse subtop.
In 1984 werd Beenhakker gelinkt aan de Spaanse topclubs Real Madrid, FC Barcelona en Valencia CF. Desondanks tekende hij per 1 juli 1984 een tweejarig contract bij FC Volendam, waar hij werd herenigd met assistent-trainer Bobby Haarms. Privéredenen – zijn gezin woonde na een korte Spaanse periode al enige tijd in Nederland – zouden bij de overgang een rol hebben gespeeld. Het salaris van Beenhakker werd betaald door een sponsor, waarvoor hij ook pr-activiteiten ging ondernemen. In februari 1985 werd hij voor vier maanden aangesteld als interim-coach van het Nederlands elftal, omdat bondscoach Rinus Michels moest revalideren van een hartaanval. Hij bleef tevens trainer van Volendam. Aan het einde van het seizoen 1984/85 verliet hij Volendam en tekende hij een eenjarig contract bij de KNVB als bondscoach van Oranje. Nadat Oranje in beslissingswedstrijden tegen België kwalificatie voor het wereldkampioenschap voetbal 1986 miste, besloot Beenhakker in 1986 te vertrekken.
Hij werd vervolgens trainer bij Real Madrid. Daar werkte Beenhakker met spelers als Hugo Sánchez, Emilio Butragueño en Jorge Valdano en werd hij drie jaar op rij landskampioen. Europees lukte het hem niet om prijzen binnen te halen. Zo werd Real in 1988 in de halve finale van de Europacup I uitgeschakeld door de latere winnaar PSV. Omdat het hem niet lukte om Europees ook succes te boeken, moest hij in 1989 vertrekken. In zijn periode bij Real kreeg Beenhakker de bijnaam Don Leo.
Vervolgens werd Beenhakker opnieuw coach bij Ajax. Meteen in zijn eerste seizoen vond een incident plaats, waarbij een zeventienjarige supporter tijdens een UEFA Cup-duel in 1989 een ijzeren staaf tegen de rug van doelman Franz Wohlfahrt van Austria Wien gooide. Ajax werd daarop een jaar uitgesloten van Europees voetbal. Wel werd Ajax dat seizoen kampioen onder Beenhakker.
Beenhakker keerde in 1991 terug bij Real Madrid, verkaste het jaar daarop naar Grasshoppers Zürich en was vervolgens trainer van het Saoedi-Arabisch elftal, Club América in Mexico, Istanbulspor en Chivas de Guadalajara. Na het seizoen 1996/97 in dienst van Vitesse te zijn geweest, werd Beenhakker in 1997 hoofdtrainer van Feyenoord. Hij erfde een ervaren en ingespeeld elftal met mannen als Jean-Paul van Gastel, Paul Bosvelt en Kees van Wonderen en goalgetters Jon Dahl Tomasson en Julio Cruz. Na een matig eerste seizoen (vierde plaats) werd Feyenoord in Beenhakkers tweede seizoen reeds vijf wedstrijden voor het einde kampioen van Nederland. Het seizoen daarna viel weer tegen. Beenhakker besloot op te stappen.

### Latere loopbaan
Medio 2000 werd Beenhakker technisch directeur van Ajax, dat in de vier seizoenen ervoor een slechte periode achter de rug had, met drie keer een eindklassering buiten de top 3. Beenhakker ontsloeg eind 2001 trainer Co Adriaanse en stelde Ronald Koeman en Ruud Krol aan als zijn opvolgers. Spelers als Zlatan Ibrahimović en Maxwell werden gecontracteerd en jeugdspelers als Rafael van der Vaart en Wesley Sneijder braken door. In seizoen 2001/02 won Ajax het landskampioenschap en de KNVB Beker en in 2002/03 werd Ajax tweede in de Eredivisie tevens werd de kwartfinale in het Champions League-toernooi bereikt. Beenhakker vertrok half 2003 na privéproblemen; hij had "het gehad met Nederland". Hij vertrok opnieuw naar Mexico en werd trainer van Club América. In 2004 keerde hij terug in Nederland. Na een korte periode als technisch adviseur van De Graafschap, werd hij in april 2005 bondscoach van Trinidad en Tobago. Met dat land kwalificeerde hij zich voor de eindronde van het wereldkampioenschap voetbal 2006. Daarna was hij van 2006 tot 2009 bondscoach van Polen.
Beenhakker was vanaf mei 2007 naast het bondscoachschap van Polen interim-trainer bij Feyenoord bij de play-off wedstrijden; hij had als doel Europees voetbal te halen. Feyenoord werd echter in de eerste ronde uitgeschakeld door FC Groningen. Terwijl hij nog steeds bondscoach van het Pools elftal was, ging hij in februari 2009 weer voor Feyenoord werken. Eerst als technisch adviseur (volgens eigen zeggen: In de schaduw. Zonder contract, zonder geld en zonder officiële functie) en na zijn ontslag bij de Poolse voetbalbond als technisch directeur. In maart 2010 werd Beenhakker benoemd tot voorzitter van het bestuur Coaches Betaald Voetbal. Op 17 januari 2011 maakte Beenhakker bekend om zijn contract bij Feyenoord niet te verlengen omdat hij er geen heil meer in zag. Hij zou aan het eind van het seizoen de club verlaten. Precies een week later zette de directie van Feyenoord hem per direct op non-actief vanwege een vertrouwensbreuk. 
Op 19 december 2013 werd bekend dat Beenhakker toetrad tot de raad van commissarissen van Sparta Rotterdam. Hier kreeg hij de portefeuille technische zaken. Na afloop van het seizoen 2014/15 maakte Beenhakker op 2 juni 2015 op de website van Sparta bekend dat hij de club verliet en een punt zette achter zijn carrière in het betaald voetbal. Vanaf half november 2017 tot aan de winterstop enkele maanden later was Beenhakker technisch adviseur bij Sparta.

## Loopbaan als bondscoach

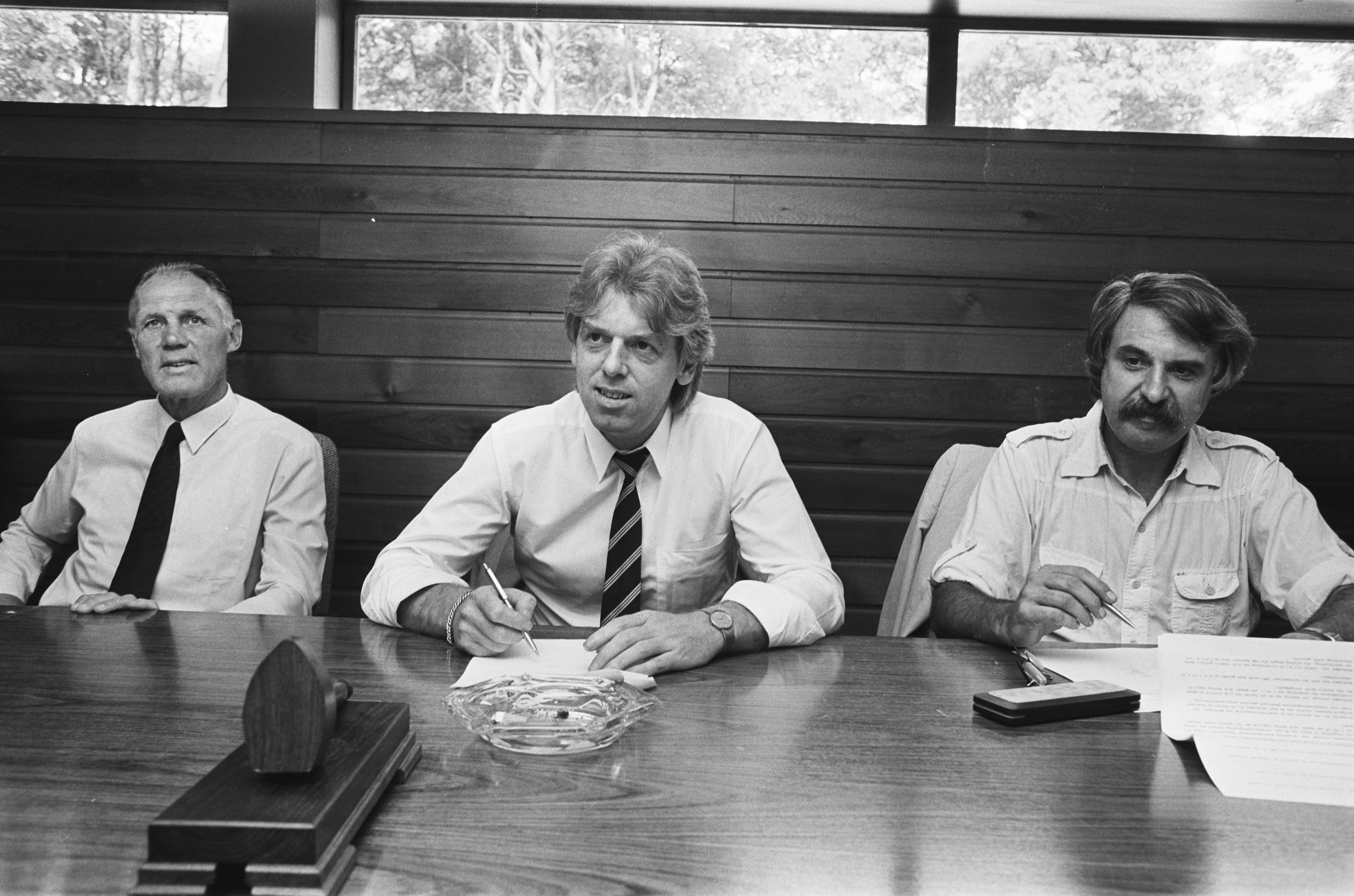
V.l.n.r. Rinus Michels, Leo Beenhakker en André van der Louw. Beenhakker tekent een eenjarig contract als bondscoach (juni 1985).

### Nederland (1985–1986)
Halverwege de kwalificatiereeks voor het wereldkampioenschap voetbal 1986, nam Beenhakker het bondscoachschap van Oranje over van Rinus Michels, die met gezondheidsproblemen kampte. Beenhakker werd aanvankelijk voor vier maanden als interim-coach aangesteld en tekende in juni 1985 een eenjarig contract als hoofdcoach bij de KNVB. Het Nederlands Elftal was de kwalificatiereeks zwak gestart onder Kees Rijvers en diens opvolger Rinus Michels, met twee kleine nederlagen (Nederland-Hongarije 1-2, Oostenrijk-Nederland 1-0) en een moeizame overwinning uit tegen Cyprus (0-1). Onder leiding van Beenhakker werd een beslissingswedstrijd tegen België afgedwongen, na zeges op Cyprus en Hongarije en een gelijkspel tegen Oostenrijk. In de beslissingswedstrijden werd Nederland echter uitgeschakeld (1-0 nederlaag uit, 2-1 zege thuis). Nederland plaatste zich voor de derde achtereenvolgende maal niet voor een eindtoernooi en Beenhakker nam afscheid. Hij was op dat moment al bezig met Real Madrid, waar hij kort na zijn vertrek bij de KNVB een contract tekende.
| Interlands Nederland onder leiding van Leo Beenhakker | Interlands Nederland onder leiding van Leo Beenhakker | Interlands Nederland onder leiding van Leo Beenhakker | Interlands Nederland onder leiding van Leo Beenhakker | Interlands Nederland onder leiding van Leo Beenhakker | Interlands Nederland onder leiding van Leo Beenhakker |
| №                                                     | Datum                                                 | Competitie                                            | Thuisploeg                                            | Uitslag                                               | Uitploeg                                              |
| ----------------------------------------------------- | ----------------------------------------------------- | ----------------------------------------------------- | ----------------------------------------------------- | ----------------------------------------------------- | ----------------------------------------------------- |
| 1                                                     | 27 februari 1985                                      | WK-kwalificatie                                       | Nederland                                             | 7 – 1                                                 | Cyprus                                                |
| 2                                                     | 1 mei 1985                                            | WK-kwalificatie                                       | Nederland                                             | 1 – 1                                                 | Oostenrijk                                            |
| 3                                                     | 14 mei 1985                                           | WK-kwalificatie                                       | Hongarije                                             | 0 – 1                                                 | Nederland                                             |
| 4                                                     | 4 september 1985                                      | Vriendschappelijk                                     | Nederland                                             | 1 – 0                                                 | Bulgarije                                             |
| 5                                                     | 16 oktober 1985                                       | WK-kwalificatie                                       | België                                                | 1 – 0                                                 | Nederland                                             |
| 6                                                     | 20 november 1985                                      | WK-kwalificatie                                       | Nederland                                             | 2 – 1                                                 | België                                                |

### Nederland (1990)
Ruim twee weken voor het wereldkampioenschap voetbal 1990 werd Beenhakker opnieuw aangesteld als bondscoach van het Nederlands Elftal. Oranje, destijds regerend Europees kampioen, kende onder bondscoach Thijs Libregts een moeilijke kwalificatie. Nadat Libregts na een stemming onder de spelers werd weggestuurd, besloot de KNVB aan de spelers te vragen wie het elftal op het WK moest leiden. De spelers vroegen en masse om Johan Cruijff, Beenhakker werd als tweede genoemd, gevolgd door Aad de Mos. Ondanks de wens van de spelers, besloot Rinus Michels niet Cruijff te benaderen, maar Beenhakker. 
Het elftal kende een rommelige voorbereiding, mede doordat Marco van Basten, Frank Rijkaard en Ruud Gullit later mochten aansluiten bij de selectie vanwege verplichtingen bij AC Milan. Dit leidde tot spanningen in de groep. Oranje stelde op het WK teleur. Het speelde in de groepsfase drie keer gelijk (tegen Engeland, Ierland en Egypte) en verloor in de achtste finale nipt van de latere wereldkampioen West-Duitsland (2-1).
| Interlands Nederland onder leiding van Leo Beenhakker | Interlands Nederland onder leiding van Leo Beenhakker | Interlands Nederland onder leiding van Leo Beenhakker | Interlands Nederland onder leiding van Leo Beenhakker | Interlands Nederland onder leiding van Leo Beenhakker | Interlands Nederland onder leiding van Leo Beenhakker |
| №                                                     | Datum                                                 | Competitie                                            | Thuisploeg                                            | Uitslag                                               | Uitploeg                                              |
| ----------------------------------------------------- | ----------------------------------------------------- | ----------------------------------------------------- | ----------------------------------------------------- | ----------------------------------------------------- | ----------------------------------------------------- |
| 7                                                     | 30 mei 1990                                           | Vriendschappelijk                                     | Oostenrijk                                            | 3 – 2                                                 | Nederland                                             |
| 8                                                     | 3 juni 1990                                           | Vriendschappelijk                                     | Joegoslavië                                           | 0 – 2                                                 | Nederland                                             |
| 9                                                     | 12 juni 1990                                          | WK-eindronde                                          | Egypte                                                | 1 – 1                                                 | Nederland                                             |
| 10                                                    | 16 juni 1990                                          | WK-eindronde                                          | Engeland                                              | 0 – 0                                                 | Nederland                                             |
| 11                                                    | 21 juni 1990                                          | WK-eindronde                                          | Nederland                                             | 1 – 1                                                 | Ierland                                               |
| 12                                                    | 24 juni 1990                                          | WK-eindronde                                          | West-Duitsland                                        | 2 – 1                                                 | Nederland                                             |

### Saoedi-Arabië (1993–1994)
Als bondscoach van het Saoedi-Arabisch voetbalelftal was hij aangetrokken om op de eindronde van het wereldkampioenschap voetbal 1994 in de Verenigde Staten aanwezig zijn. Beenhakker werd echter voor de eindronde ontslagen en ging verder als clubcoach.

### Trinidad en Tobago (2005–2006)
Beenhakker nam als bondscoach van Trinidad en Tobago in 2006 deel aan het WK voetbal in Duitsland. Hij werd aangesteld tijdens de kwalificatiereeks toen Trinidad en Tobago bijna uitgeschakeld leek. Na zijn komst begon het team weer wedstrijden te winnen, waaronder een onverwachte zege op Mexico.
Het land plaatste zich mede hierdoor voor een beslissingswedstrijd tegen het Aziatische land Bahrein, dat onder leiding stond van de Kroatische bondscoach Luka Peruzović. Na 1-1 op eigen veld volgde op 16 november 2005 een 1-0-overwinning op en in Bahrein. 
Tijdens de eindronde werd Beenhakker op de eilanden bijna heilig verklaard toen het eerste punt werd behaald na een gelijkspel tegen Zweden. Trinidad en Tobago verloor de volgende twee groepswedstrijden echter, allebei met 2-0, van respectievelijk Engeland en Paraguay, en werd uitgeschakeld. Na afloop van het toernooi zwaaide hij af. Hij werd opgevolgd door zijn assistent Wim Rijsbergen.
| Interlands Trinidad en Tobago onder leiding van Leo Beenhakker | Interlands Trinidad en Tobago onder leiding van Leo Beenhakker | Interlands Trinidad en Tobago onder leiding van Leo Beenhakker | Interlands Trinidad en Tobago onder leiding van Leo Beenhakker | Interlands Trinidad en Tobago onder leiding van Leo Beenhakker | Interlands Trinidad en Tobago onder leiding van Leo Beenhakker |
| №                                                              | Datum                                                          | Competitie                                                     | Thuisploeg                                                     | Uitslag                                                        | Uitploeg                                                       |
| -------------------------------------------------------------- | -------------------------------------------------------------- | -------------------------------------------------------------- | -------------------------------------------------------------- | -------------------------------------------------------------- | -------------------------------------------------------------- |
| 1                                                              | 25/05/2005                                                     | Vriendschappelijk                                              | Trinidad en T.                                                 | 4 – 0                                                          | Bermuda                                                        |
| 2                                                              | 27/05/2005                                                     | Vriendschappelijk                                              | Trinidad en T.                                                 | 1 – 0                                                          | Bermuda                                                        |
| 3                                                              | 04/06/2005                                                     | WK-kwalificatie                                                | Trinidad en T.                                                 | 2 – 0                                                          | Panama                                                         |
| 4                                                              | 08/06/2005                                                     | WK-kwalificatie                                                | Mexico                                                         | 2 – 0                                                          | Trinidad en T.                                                 |
| 5                                                              | 06/07/2005                                                     | CONCACAF Gold Cup                                              | Honduras                                                       | 1 – 1                                                          | Trinidad en T.                                                 |
| 6                                                              | 09/07/2005                                                     | CONCACAF Gold Cup                                              | Panama                                                         | 2 – 2                                                          | Trinidad en T.                                                 |
| 7                                                              | 11/07/2005                                                     | CONCACAF Gold Cup                                              | Colombia                                                       | 2 – 0                                                          | Trinidad en T.                                                 |
| 8                                                              | 17/08/2005                                                     | WK-kwalificatie                                                | Verenigde Staten                                               | 1 – 0                                                          | Trinidad en T.                                                 |
| 9                                                              | 03/09/2005                                                     | WK-kwalificatie                                                | Trinidad en T.                                                 | 3 – 2                                                          | Guatemala                                                      |
| 10                                                             | 07/09/2005                                                     | WK-kwalificatie                                                | Costa Rica                                                     | 2 – 0                                                          | Trinidad en T.                                                 |
| 11                                                             | 08/10/2005                                                     | WK-kwalificatie                                                | Panama                                                         | 0 – 1                                                          | Trinidad en T.                                                 |
| 12                                                             | 12/10/2005                                                     | WK-kwalificatie                                                | Trinidad en T.                                                 | 2 – 1                                                          | Mexico                                                         |
| 13                                                             | 12/11/2005                                                     | WK-kwalificatie                                                | Trinidad en T.                                                 | 1 – 1                                                          | Bahrein                                                        |
| 14                                                             | 16/11/2005                                                     | WK-kwalificatie                                                | Bahrein                                                        | 0 – 1                                                          | Trinidad en T.                                                 |
| 15                                                             | 28/02/2006                                                     | Vriendschappelijk                                              | IJsland                                                        | 0 – 2                                                          | Trinidad en T.                                                 |
| 16                                                             | 10/05/2006                                                     | Vriendschappelijk                                              | Trinidad en T.                                                 | 1 – 1                                                          | Peru                                                           |
| 17                                                             | 27/05/2006                                                     | Vriendschappelijk                                              | Wales                                                          | 2 – 1                                                          | Trinidad en T.                                                 |
| 18                                                             | 31/05/2006                                                     | Vriendschappelijk                                              | Slovenië                                                       | 3 – 1                                                          | Trinidad en T.                                                 |
| 19                                                             | 03/06/2006                                                     | Vriendschappelijk                                              | Tsjechië                                                       | 3 – 0                                                          | Trinidad en T.                                                 |
| 20                                                             | 10/06/2006                                                     | WK-eindronde                                                   | Trinidad en T.                                                 | 0 – 0                                                          | Zweden                                                         |
| 21                                                             | 15/06/2006                                                     | WK-eindronde                                                   | Engeland                                                       | 2 – 0                                                          | Trinidad en T.                                                 |
| 22                                                             | 20/06/2006                                                     | WK-eindronde                                                   | Trinidad en T.                                                 | 0 – 2                                                          | Paraguay                                                       |

### Polen (2006–2009)
Direct na het WK in Duitsland trad hij aan als bondscoach van Polen. Onder zijn leiding haalde Polen voor het eerst de eindronde van het Europees kampioenschap, mede door overwinningen op Portugal en België. Nog voordat kwalificatie een feit was, verlengde Beenhakker zijn contract tot en met de kwalificatiereeks voor het WK 2010 inclusief het eindtoernooi mocht Polen zich daarvoor plaatsen. Op 20 februari 2008 werd hij door de Poolse president Lech Kaczyński onderscheiden met de Orde Polonia Restituta in de rang van officier.
Op het EK werd Polen in de eerste ronde uitgeschakeld. De eerste wedstrijd ging met 2-0 verloren tegen Duitsland. De tweede wedstrijd, tegen gastland Oostenrijk leek te worden gewonnen, maar een gemakkelijk gegeven strafschop in de blessuretijd resulteerde in een 1-1 gelijkspel. Hierdoor was Polen zo goed als uitgeschakeld. In de laatste wedstrijd bleek Kroatië te sterk (0-1) en was de uitschakeling een feit.
Na tegenvallende resultaten in de WK-kwalificatie en onenigheid met de Poolse voetbalbond werd Beenhakker in september 2009 ontslagen als bondscoach.
Beenhakker was bondscoach op twee WK's (Nederland, Trinidad en Tobago) en een EK (Polen), maar wist met zijn teams nooit een wedstrijd te winnen op een eindronde.

## Erelijst
| Competitie           |        |                           |      |      |
| Competitie           | Aantal | Jaren                     |      |      |
| Ajax                 | Ajax   | Ajax                      | Ajax | Ajax |
| -------------------- | ------ | ------------------------- | ---- | ---- |
| Eredivisie           | 2x     | 1979/80, 1989/90          |      |      |
| Real Madrid          |        |                           |      |      |
| Primera División     | 3x     | 1986/87, 1987/88, 1988/89 |      |      |
| Copa del Rey         | 1x     | 1988/89                   |      |      |
| Supercopa de España  | 2x     | 1988, 1989                |      |      |
| Feyenoord            |        |                           |      |      |
| Eredivisie           | 1x     | 1998/99                   |      |      |
| Johan Cruijff Schaal | 1x     | 1999                      |      |      |

## Privéleven
Beenhakker was de zoon van Hendrik Beenhakker (1915–1956) en Neeltje Adriana Snoeck (1917–1988). Hij was enig kind. Toen hij dertien jaar oud was, overleed zijn vader na een lang ziekbed aan leukemie. Beenhakker trouwde in 1966 en kreeg twee kinderen. Het huwelijk liep in de jaren 80 uit op echtscheiding. Beenhakker had daarna een langdurige relatie die in 2002 stukliep. In 2015 werd hij behandeld aan huidkanker. Kwaadaardige plekken op zijn armen, benen en borst werden weggehaald. Ook werd een kwart van een lip verwijderd. Hij leefde mede door zijn gezondheidsproblemen en doordat hij vanwege de huidkanker de zon moest mijden de laatste jaren van zijn leven een teruggetrokken bestaan. Leo Beenhakker overleed op 10 april 2025 op 82-jarige leeftijd.

## Idioom
- Beenhakker gebruikte in de jaren tachtig de term patatgeneratie, waarmee hij doelde op een generatie van voetballers die niet voldoende vechtlust zouden hebben. De term was voor het eerst gebruikt door zijn assistent-trainer bij Ajax, Bobby Haarms.[12]
- De Europacup I noemde hij De beker met de grote oren. De term was voor het eerst gebruikt door De Telegraaf in 1971 en opnieuw door Søren Lerby in 1987, maar werd echt bekend toen Beenhakker in 1988 in een interview met De Telegraaf de uitspraak "Die beker met die grote oren wil ik een keer in mijn handen hebben" deed. Volgens Beenhakker had hij ook deze term van Bobby Haarms.[13][14]
- Daar gaan we weer, Ik word hier zo moe van en Het spel is weer op de wagen waren veel gebezigde uitroepen van hem.[15]
- Je kan best een hele goede melkboer zijn zonder daarvoor een koe te zijn geweest, antwoordde hij op een vraag of het voor een trainer nadelig is om geen voetbal op topniveau te hebben gespeeld.[16]

## Biografie
Bert Nederlof bracht in 2015 de biografie Don Leo – het werd stil aan de overkant uit over het voetballeven van Beenhakker.

## Onderscheidingen

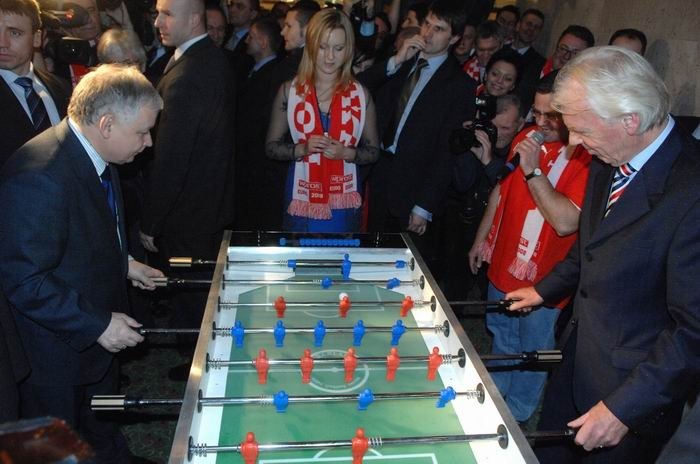
Beenhakker en de Poolse president Lech Kaczyński spelen tafelvoetbal (2008).

- 2006: De gouden Chaconia Medal van Trinidad & Tobago, de op een na hoogste staatsonderscheiding in het land, ontvangen van president George Maxwell.
- 2008: Ridder in de Poolse Orde Polonia Restituta, ontvangen van president Lech Kaczyński.
- 2010: Rinus Michels Award, Oeuvreprijs voor zijn gehele trainersloopbaan. De toen 67-jarige Beenhakker ontving de prijs van collega Guus Hiddink en dankte de onderscheiding aan zijn indrukwekkende carrière en de bijdrage die hij leverde aan de uitstraling van het Nederlands voetbal.
- 2017: Bondsridder van de KNVB. Uitgereikt door Simon Kelder (KNVB).